# Forum (Helsinki)
Pour les articles homonymes, voir Forum.
Le centre commercial Forum (finnois : Kauppakeskus Forum) est un centre commercial situé sur la rue Mannerheimintie à Helsinki en Finlande.

## Description
Le bâtiment est construit dans l’îlot urbain délimité par les rues Mannerheimintie, Simonkatu, Yrjönkatu et Kalevankatu.
Il offre 38 600 m2 d'espace de vente.
Du côté de la rue Yrjönkatu, relié au forum, se trouve un ancien immeuble où habita Amos Anderson et qui est maintenant le Musée Amos Anderson.

## Propriétaires
Depuis février 2016, le Forum appartient au fond Sponda dont l’actionnaire principal est Föreningen Konstsamfundet qui a été fondée en 1940 par Amos Anderson,.

## Galerie

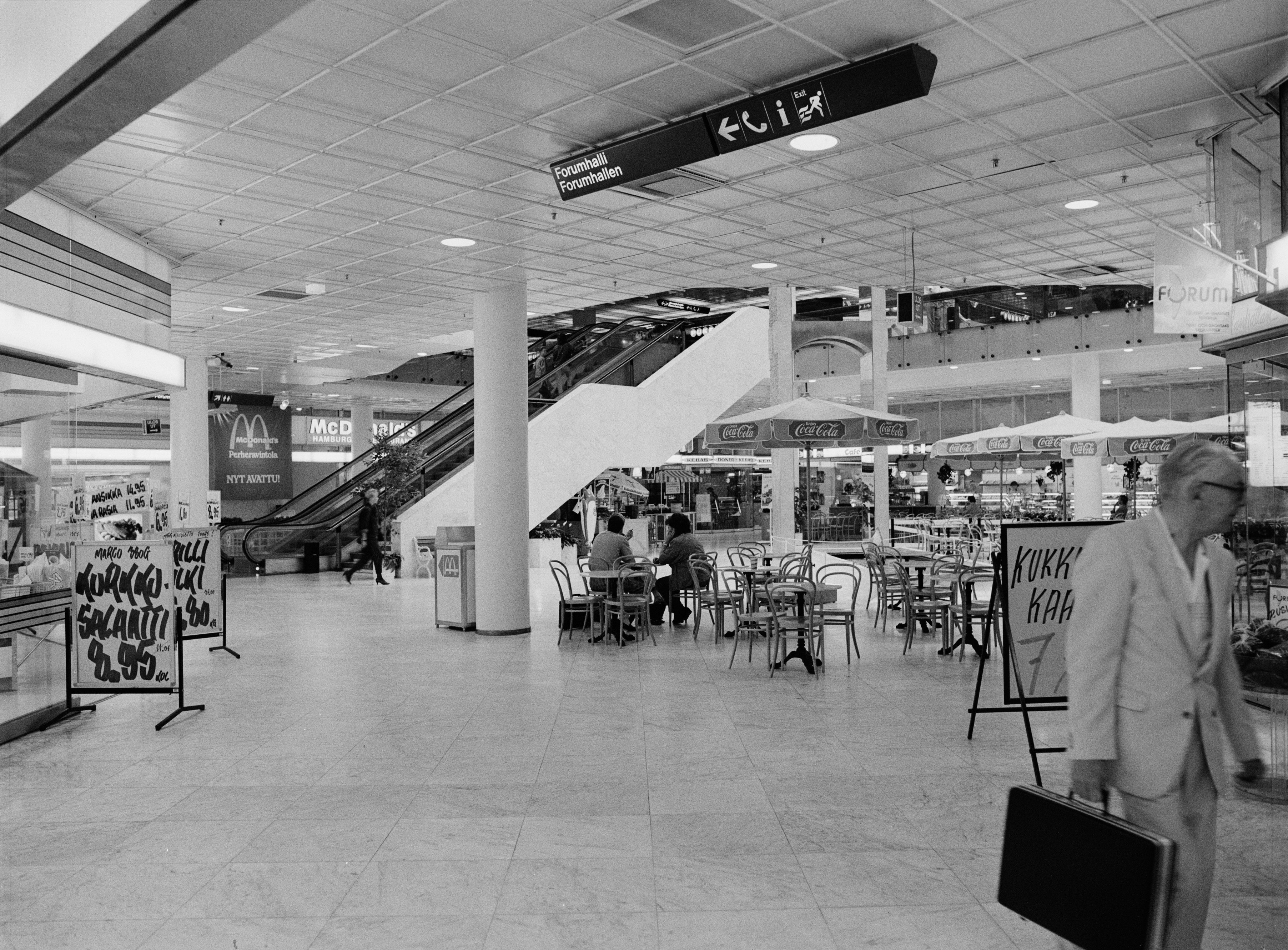
Rez de chaussée du Forum en 1986.
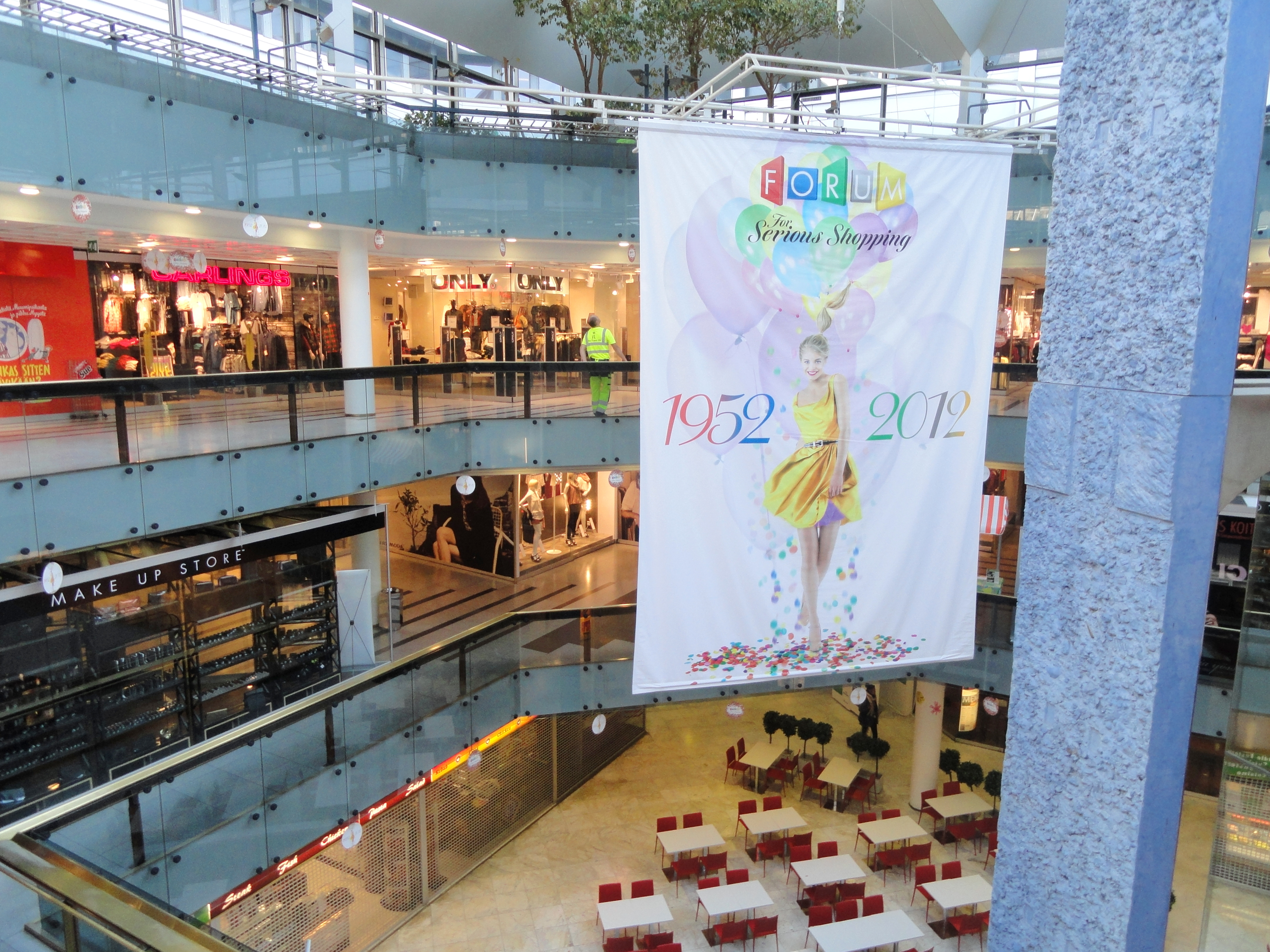
Cour du Forum en 2012.
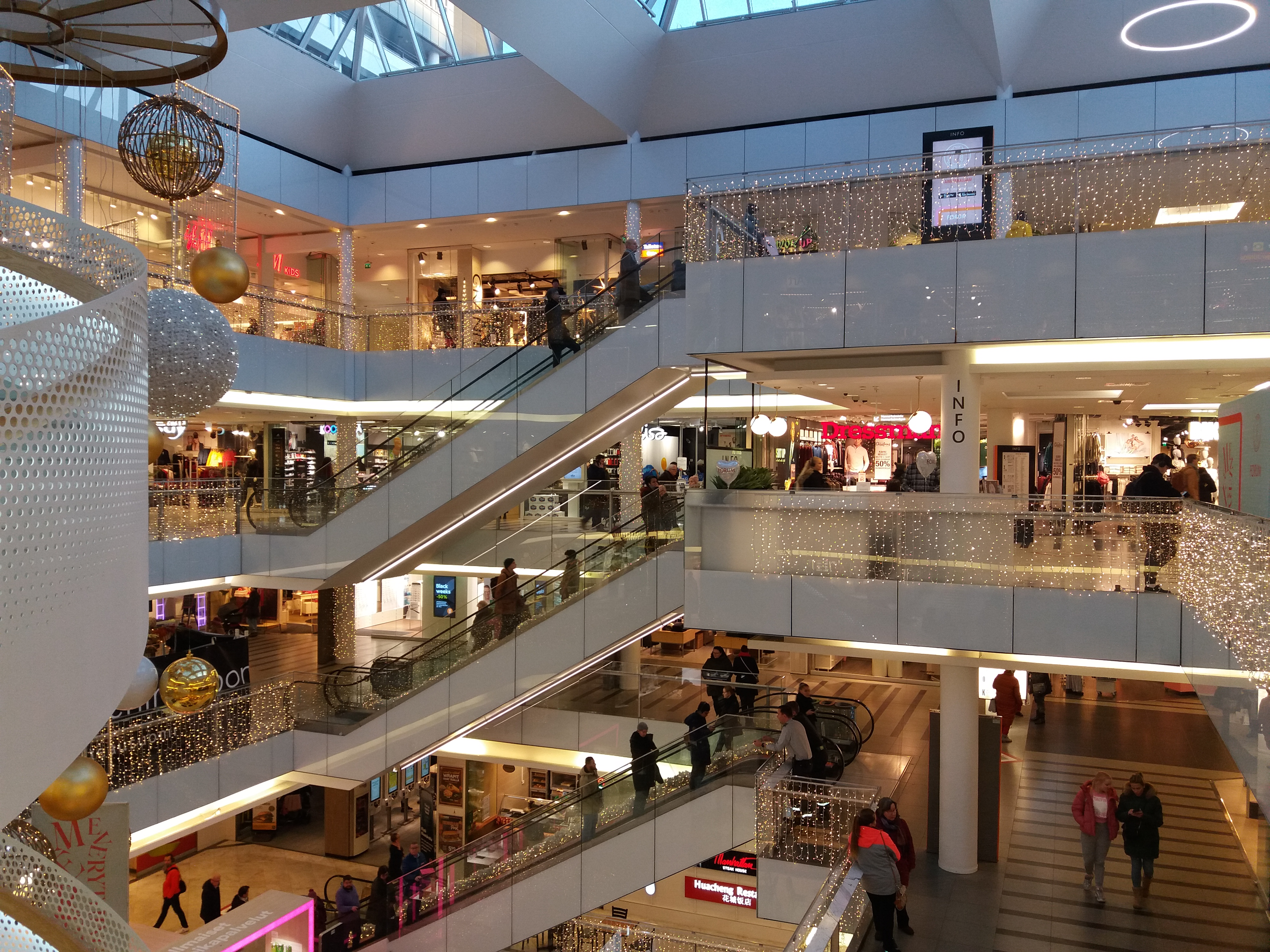
Cour du Forum, Noël 2019.